# Уссассаї
Уссассаї (італ. Ussassai, сард. Ussassa) — муніципалітет в Італії, у регіоні Сардинія,  провінція Ольястра.
Уссассаї розташоване на відстані близько 350 км на південний захід від Рима, 75 км на північ від Кальярі, 25 км на південний захід від Тортолі, 15 км на південний захід від Ланузеі.
Населення — 579 осіб (2014).
Щорічний фестиваль відбувається 29 серпня. Покровитель — святий Іван Хреститель.

## Демографія
Населення за роками:

Станом на 1 січня 2023 року в муніципалітеті офіційно проживали 4 іноземці з 2 країн, серед них 4 громадяни країн Євросоюзу.

## Сусідні муніципалітети
- Гаїро
- Озіні
- Сеуї
- Улассаї